# لطفي الراشدي
لطفي الحيمر الكاسبي لاعب كرة قدم سعودي ، يلعب في خط الوسط.

## مسيرة اللاعب
لعب سابقاً مع نادي الاتفاق ونادي القيصومة ونادي المجزل ونادي هجر ونادي الترجي.